# Jakob Schaefgen
Jakob Schaefgen (* 9. August 1898 in Birresborn; † 2. Dezember 1967 in Saarburg) war ein deutscher Landrat.

## Leben und Herkunft
Nach dem Besuch des Regino-Gymnasium in Prüm absolvierte er von 1918 bis 1923 ein Studium der Neuen Sprachen, Geschichte und Volkswirtschaft in München und Bonn, wo er 1923 mit seiner Schrift “Der Familiarismus, eine moralisch-politische Grundidee in den gegenrevolutionären, literarischen Bestrebungen von De Bonald, Le Play, Bourget und Bordeaux” zum Dr. phil. promoviert wurde. Seit 1919 war er Mitglied der katholischen Studentenverbindung KDStV Alania Bonn. Nach seinem Eintritt in die Kommunalverwaltung erfolgten Tätigkeiten beim Bürgermeisteramt Dormagen, sowie bei den Landratsämtern Prüm und Bernkastel, im letzteren wurde er mit der Leitung der Kreiswohlfahrtsämter betraut. Im Zeitraum vom 23. Mai 1945 bis zum 6. März 1946 war er Amtsbürgermeister in Konz und im Anschluss war er bis zum 31. März 1947 kommissarischer Landrat des Landkreises Prüm. Aufgrund seiner Zugehörigkeit zum Opferring der NSDAP und weiterer anderer NS-Organisationen wurde Schaefgens Gehalt von der Französischen Militärregierung um eine Dienstalterstufe gekürzt. Von April bis Dezember 1947 war er beim Landratsamt Koblenz als Regierungsrat tätig und wurde von dort im Dezember 1947 als kommissarischer Landrat in den Landkreis Saarburg versetzt, dem am 1. Juni 1948 die definitive Ernennung folgte. In Saarburg war Schaefgen u. a. mit der Beseitigung der im Krieg entstandenen Schäden beschäftigt. Nach einem im Jahr 1956 erlittenen Hirnschlag wurde er 1958 in den Ruhestand versetzt. 1966 wurde er für seine Verdienste um den Wiederaufbau des Kreises Saarburg mit dem Kreisehrenwappen ausgezeichnet.